# 黄季焜
黄季焜（1962年9月—），福建长乐人，中国农业经济学家，北京大学教授。

## 生平
黄季焜于1984年毕业于南京农业大学农业经济系。1987年赴菲律宾大学深造，1990年获经济学博士学位。此后在位于菲律宾的国际水稻研究所从事博士后研究。1992年回到中国，任职于中国水稻研究所。1993年晋升研究员。1994年至1995年间任国际食物政策研究所研究员。1995年，创办中国农业科学院农业政策研究中心，出任中心主任。2000年农业政策研究中心改隶中国科学院所属，黄季焜继续任主任，并担任中国科学院地理科学与资源研究所研究员。2015年起任教于北京大学现代农学院。2018年至2020年在江西农业大学挂职两年，任校党委委员、副校长。
黄季焜是世界科学院院士、长江学者特聘教授、国际农业经济学家协会终身荣誉会士、农业和应用经济学会会士。此外，他还曾任中国农业经济学会副会长、中国农业技术经济学会副会长、亚洲农业经济学家学会会长等。